# Micronova

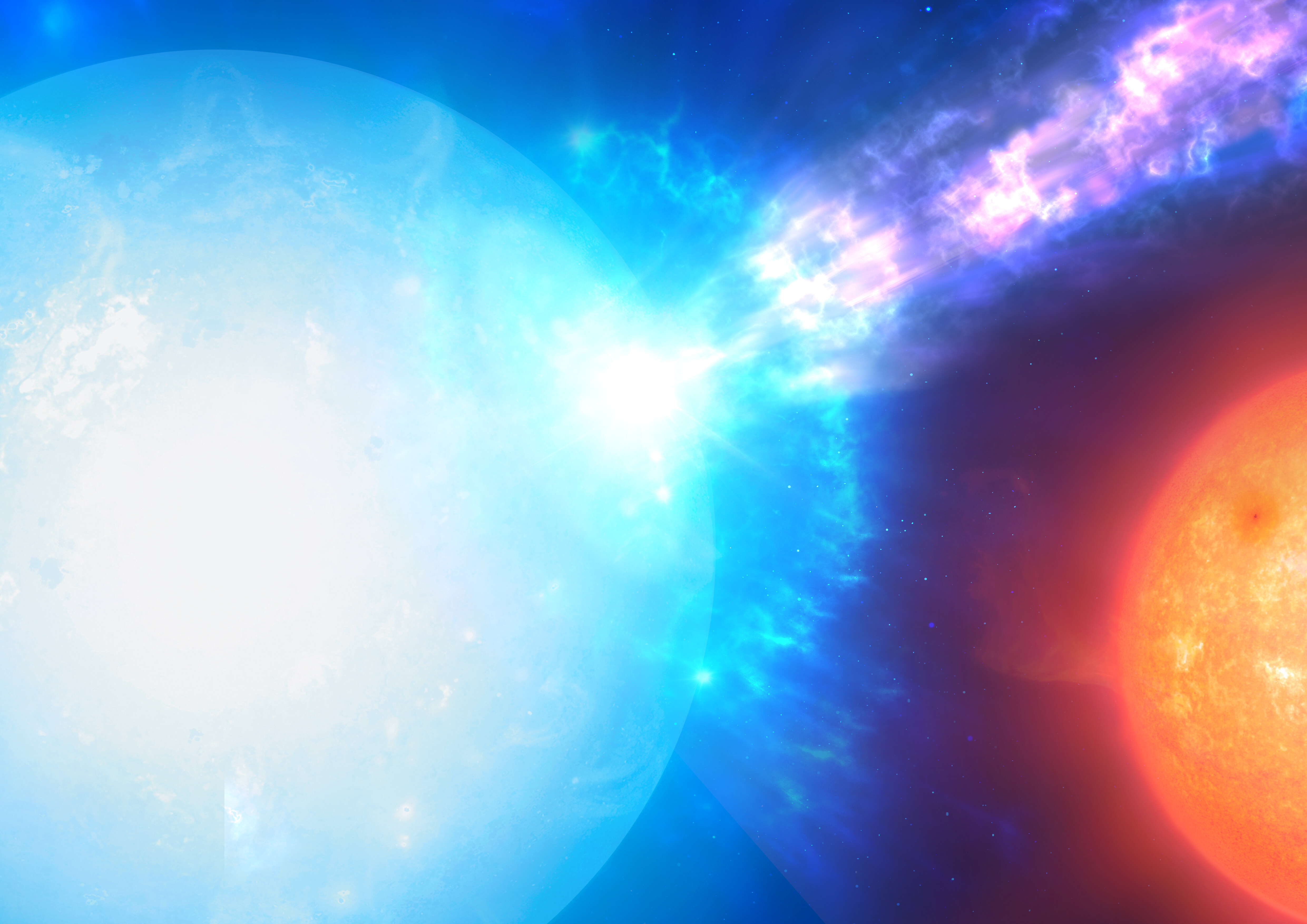
Vue d'artiste montrant un système de deux étoiles, une naine blanche au premier plan et son compagnon en arrière-plan. La naine blanche aspire du gaz de son compagnon, qui est canalisé vers ses pôles. Lorsque ce matériau tombe sur la surface chaude de la naine blanche, il déclenche à l'un de ses deux pôles une explosion de type micronova.

Une micronova est un type d'explosion thermonucléaire à la surface d'une naine blanche dont la puissance est environ un millionième de celle d'une nova. Une micronova a été détectée pour la première fois en 2022 à l’aide du télescope spatial TESS et le Très Grand Télescope (TGT) de l'Observatoire européen austral (ESO), situé dans le désert d'Atacama, au nord du Chili.

## Description
Comme les supernovas, les micronovas sont des explosions extrêmement puissantes qui se produisent à la surface d'étoiles en fin de vie, appelées naines blanches. Dans un système à deux étoiles, une naine blanche peut absorber de la matière à son étoile compagnon si elles sont suffisamment proches. Le gaz tombe sur la surface très chaude de la naine blanche, il déclenche alors la fusion des atomes d'hydrogène en hélium,,,.
Contrairement aux novas et aux supernovas pour lesquelles toute la surface de l'étoile est impliquée, pour les micronovas l'explosion thermonucléaire est restreinte à certains lieux bien définis des pôles, délimités par l'action des champs magnétiques intenses de l'étoile, et sa répétition est beaucoup plus fréquente. L'explosion se déroule ainsi le long de colonnes et de fils ; c'est la première fois que l’on identifie dans l'espace des explosions thermonucléaires aussi localisées.